# Skrýchov u Malšic
Skrýchov u Malšic (en allemand : Skrejchow) est une commune du district de Tábor, dans la région de Bohême-du-Sud, en République tchèque. Sa population s'élevait à 138 habitants en 2017.

## Géographie
Skrýchov u Malšic se trouve à 9 km au sud-ouest du centre de Planá nad Lužnicí, à 11 km au sud-sud-est de Tábor, à 41 km au nord-nord-est de České Budějovice à 84 km au sud-sud-est de Prague.
La commune est limitée par Malšice à l'ouest et au nord, par Želeč à l'est, par Hlavatce au sud et par Sudoměřice u Tábora au sud-ouest.

## Histoire
La première mention écrite du village date de 1558.

## Administration
La commune se compose de deux quartiers :
- Dudov
- Skrýchov u Malšic

## Galerie

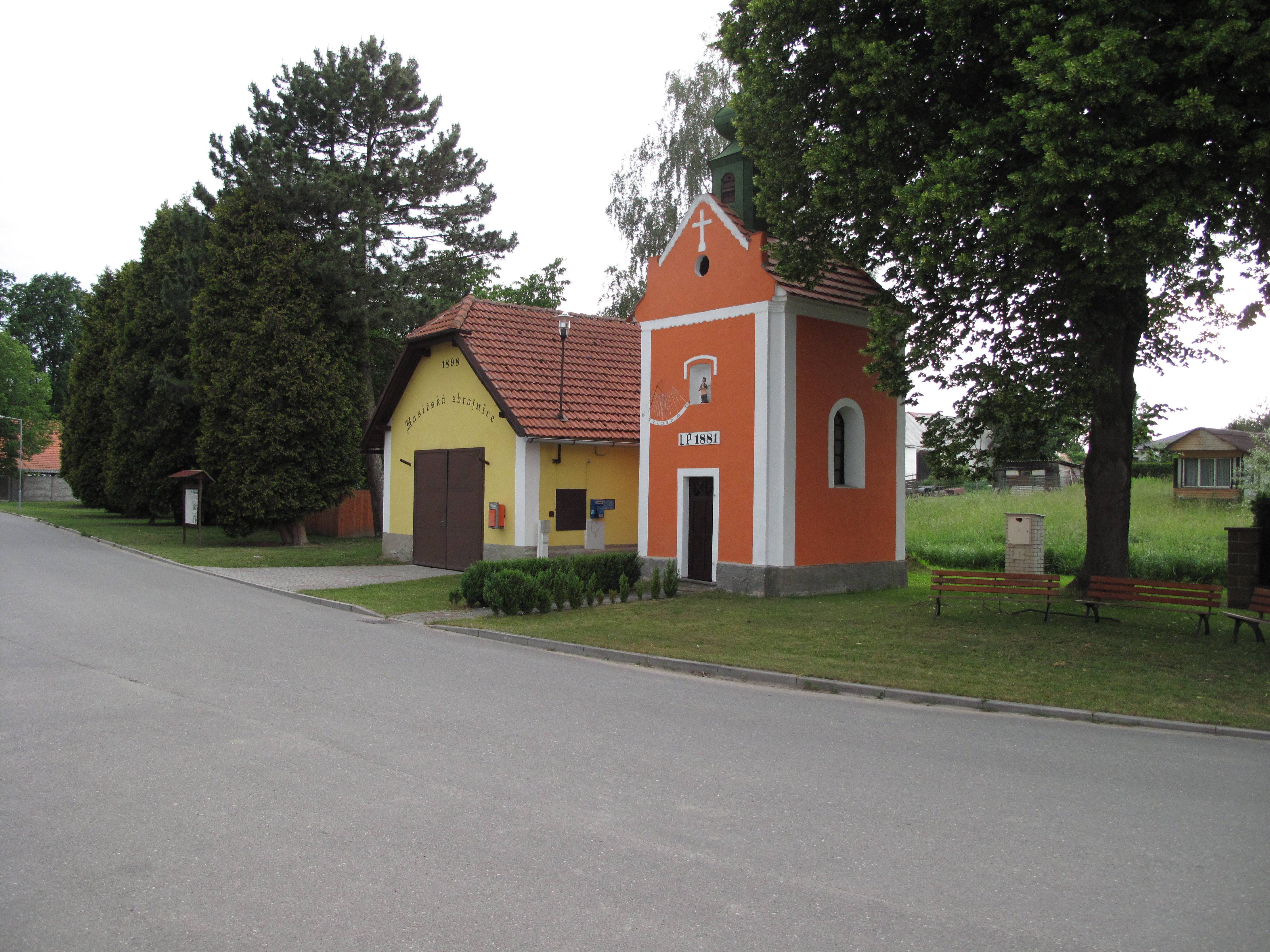
Chapelle à Skrýchov u Malšic.
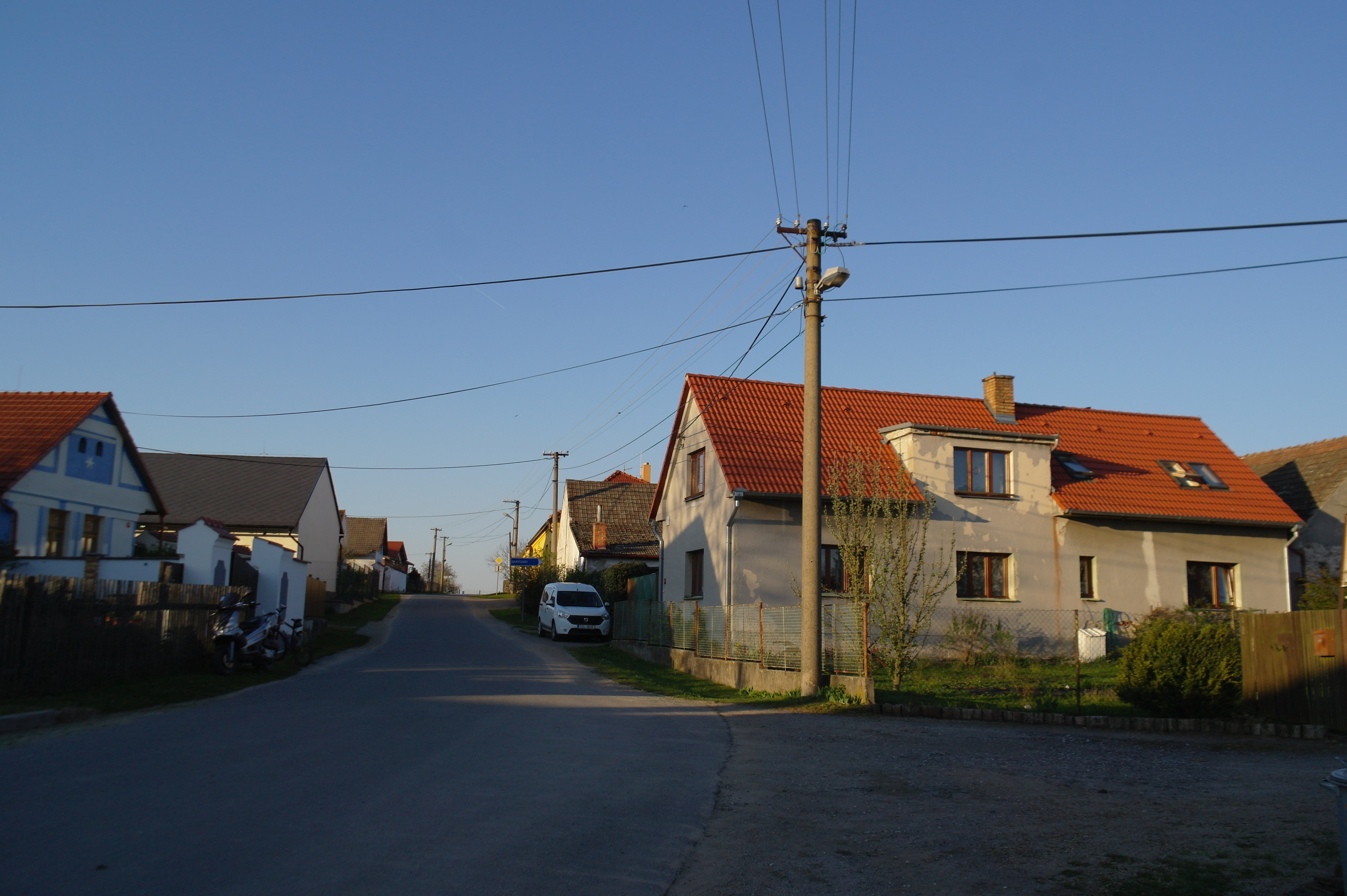
Hameau de Dudov.